# Jeff Rich
Jeff Rich (* 8. Juni 1953 als Jeffrey Dennis Rich in Hackney, England) ist ein britischer Rock-Schlagzeuger. Von 1985 bis 2000 war er Mitglied der Band Status Quo.

## Karriere
Jeff Rich wuchs im Nordosten Londons auf. Er war Schlagzeuger in diversen Bands, so etwa bei Stretch, der Climax Blues Band oder in Judie Tzukes Begleitband. 1985 ersetzte er Pete Kircher bei Status Quo. Seit seinem Ausscheiden im April 2000 gibt er Masterclass-Kurse an Musikschulen im Vereinigten Königreich.